# Porcellioidea
De Porcellioidea zijn een superfamilie van uitgestorven weekdieren uit de klasse van de Gastropoda (slakken).

## Families
- Cirridae Cossmann, 1916 †
- Pavlodiscidae Frýda, 1998 †
- Porcelliidae Koken, 1895 †